# 亞維縣

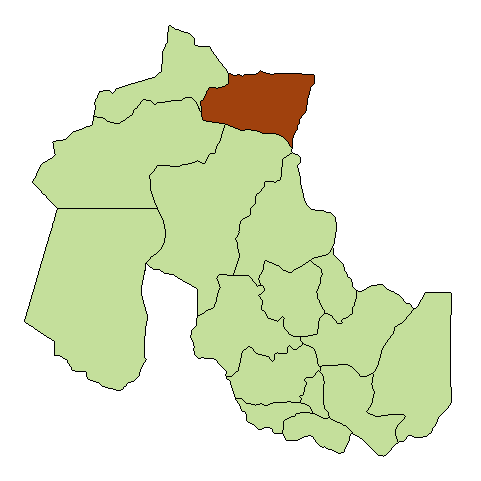

22°6′4″S 65°35′44″W / 22.10111°S 65.59556°W
亞維縣（西班牙語：Departamento de Yavi），是阿根廷的縣份，位於該國西北部胡胡伊省，首府設於拉基亞卡，北面與玻利維亞接壤，面積2,942平方公里，2010年人口20,806，人口密度每平方公里7.07人。